# Salduero
Salduero es una localidad y también un municipio de la provincia de Soria, partido judicial de Soria, comunidad autónoma de Castilla y León, España. Pueblo de la comarca de Pinares.
Desde el punto de vista jerárquico de la Iglesia católica forma parte de la Diócesis de Osma la cual, a su vez, pertenece a la Archidiócesis de Burgos.

## Geografía

### Medio ambiente
En su término e incluidos en la Red Natura 2000 los siguientes lugares:
- Lugar de Interés Comunitario conocido como Riberas del Río Duero y afluentes, ocupando 5 hectáreas, el 2 % de su término.[1]

## Historia
En el Censo de Pecheros de 1528, en el que no se contaban eclesiásticos, hidalgos y nobles, registraba la existencia 53 pecheros, es decir unidades familiares que pagaban impuestos. En el documento original, la localidad aparece con el nombre de Salguero.
A la caída del Antiguo Régimen la localidad se constituye en municipio constitucional en la región de Castilla la Vieja, partido de Soria que en el censo de 1842 contaba con 50 hogares y 198 vecinos.

## Geografía humana

### Demografía
Cuenta con una población de 145 habitantes (INE 2024).
| Gráfica de evolución demográfica de Salduero entre 1842 y 2021                                                        |
| |
| Población de derecho según los censos de población del INE. Población de hecho según los censos de población del INE. |

## Monumentos y lugares de interés
- Iglesia de San Juan Bautista.

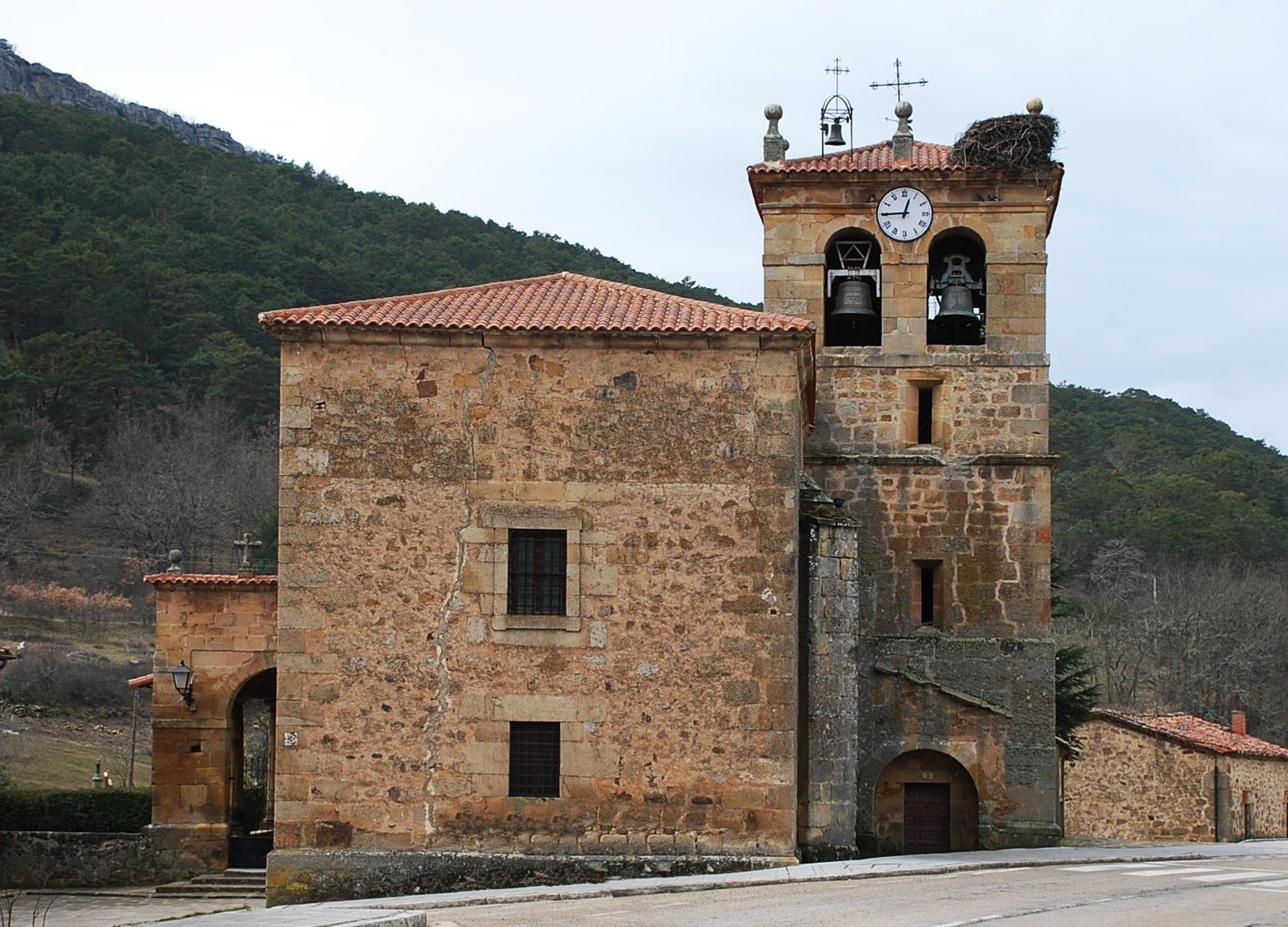
Iglesia de San Juan de Duero.

La capilla mayor de su parroquial es gótica, con bóveda de terceletes y a la que se accede por arco de triunfo ligeramente apuntado. El resto es del siglo XVIII, finalizándose en 1733. En el lateral de la epístola hay un vano de arco apuntado y doble derrame con moldura abocelada y tracería gótica con arcos trilobulados. Dentro hay retablos rococós y platería del siglo XVIII.
- Ermita del Santo Cristo.

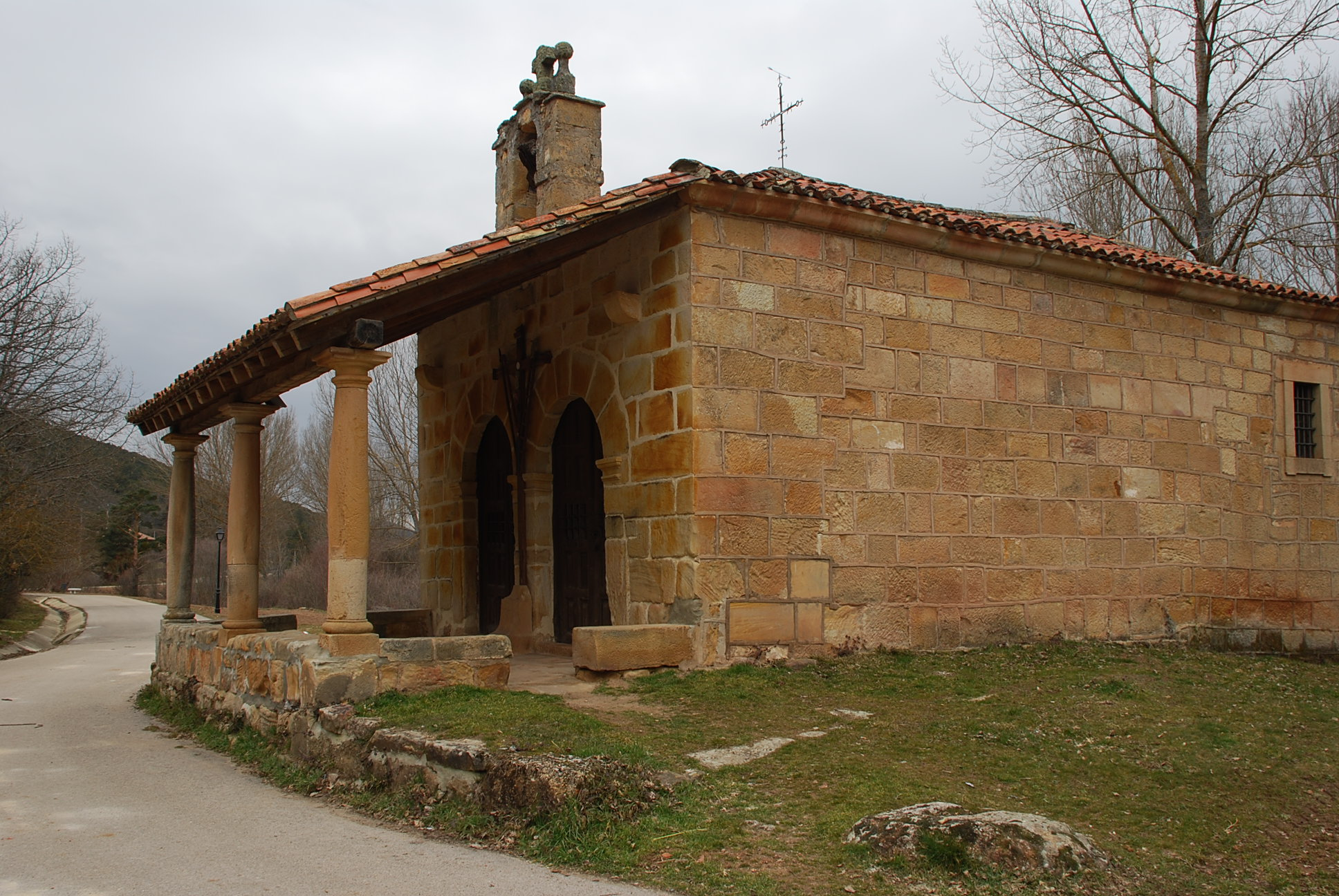
Ermita del Santo Cristo.

Está situada en el camino de Salduero a Molinos de Duero al otro lado del río. Esta ermita realizada con piedras sillar bien trabajadas y que fue reparada en 1998, consta de:
Dos puertas gemelas de entrada doveladas protegidas por un tejado sustentado por tres columnas de piedra. Espadaña de piedra con dos orbes.
Existen varias imágenes, la del Cristo crucificado, la de la Virgen María con su hijo en brazos (Dolorosa), la de Cristo de la columna, la de Cristo con la Cruz a cuestas. En Semana Santa, el Domingo de Ramos se llevan estas imágenes a hombros de los feligreses a la iglesia y el Viernes Santo se vuelven a llevar a la ermita.
- Ermita de Santa Elena.

Está situada en el Monte Dehesa Comunera a 3 km del pueblo. En éste siglo se quema y se vuelve a reconstruir. Su construcción es moderna, tiene planta cuadrada con puerta de entrada dovelada y pórtico. Se celebra una misa y bendición de los Campos el día de la Cruz, el 3 de mayo.
- Fuente homenaje al carretero.

La fuente homenaje al carretero fue inaugurada el 24 de junio de 2000, día de San Juan con la asistencia de los senadores Esther Vallejo de Miguel y Ricardo Espuela Orgaz. Fuente de piedra construida por el escultor Ricardo Santamaría Bañuelos de Contreras (Burgos). Está situada en el centro del pueblo al lado del puente carretero sobre el Duero y como su nombre indica pretende homenajear a los ya nombrados carreteros que debido a sus largos recorridos inevitablemente necesitaban parar para beber agua que calmara su sed. Está hecha en piedra y además de motivo arquitectónico, su función es la de proporcionar agua a toda persona que lo desee, ya sea para calmar la sed o para cualquier otro menester.
- Puente de Salduero.

Este puente carretero sobre el Duero, cuya construcción data de la segunda mitad del siglo XIX está situado a la salida del pueblo, en dirección al monte. Antiguamente era paso obligado para dirigirse a Molinos, Abejar y Soria; fue construido por unos emigrantes venidos del País Vasco que luego se asentaron en Salduero y fue terminado en 1905.

## Personas notables
- Maximino Peña Muñoz (1863-1940), pintor